# Cratere Raub
Raub  è un cratere sulla superficie di Marte.